# Puku
De puku (Kobus vardonii) is een antilope uit het geslacht Kobus.

## Kenmerken
De lange vacht is effen goudbruin, de mannetjes hebben liervormige hoorns die tot 50 cm lang kunnen worden. De mannetjes hebben een schouderhoogte van ongeveer 90 cm en een gemiddeld gewicht van 75 kg, de vrouwtjes zijn ongeveer tien centimeter korter en 12 tot 18 kilogram lichter.

## Leefwijze
Deze solitaire of in groepen levende dieren hebben bij grotere dichtheden kleine territoria, bij lagere dichtheden grotere. De dieren grazen in de ochtend- en avonduren. Bij dreigend gevaar rennen ze hard weg.

## Verspreiding
Deze soort was vroeger wijdverbreid op de graslanden in de buurt van permanent water in de boomsavannes en overstromingsvlakten van zuid-centraal Afrika. In grote delen van hun oorspronkelijk areaal komen ze echter niet meer voor en zijn nu gereduceerd tot gefragmenteerde, geïsoleerde, zij het soms nog steeds aanzienlijke populaties. Grote aantallen zijn nog te vinden in  Tanzania en Zambia. Ook in Chobe Nationaal Park in Botswana, in een drietal kleinere natuurparken in Malawi en in centraal Angola komen ze nog voor. Als zwervende groepen vinden we ze ook in het noorden van Zimbabwe en in de Caprivistrook in Namibië.